# Byggeleder
En konduktør eller byggeleder er en arkitekt, en erfaren håndværker eller bygningskonstruktør, der leder og tilser det daglige arbejde på en bygning, når selve hovedarkitekten ikke kan være til stede. Konduktør er i almindeligvis en yngre arkitekt, som på denne måde erhverver sig øvelse og erfaring i sit fag, men også større entreprenører, mur- og tømrermester bruger ofte konduktør ved større byggeforetagender.